# Tinidazole
Le tinidazole, est un médicament de type anti-protozoaires, vendu, entre autres, sous le nom de marque Tindamax.

## Usage médical
C'est un médicament utilisé pour traiter un certain nombre d'infections par protozoaires, notamment l'amibiase, la giardiase, la trichomonase, la vaginose bactérienne et l'urétrite non gonococcique. Il est pris par voie orale.

## Effets secondaires
Les effets secondaires les plus fréquents sont les nausées, la fatigue et les maux de tête; d'autres effets secondaires peuvent inclure une urine brunâtre, une neuropathie périphérique et des réactions allergiques,. L'utilisation n'est pas recommandée pendant la première partie de la grossesse. Il fait partie de la classe des nitroimidazoles et on pense qu'il agit en affectant l'ADN.

## Histoire
Le tinidazole a été développé en 1969. Il figure sur la liste des médicaments essentiels de l'Organisation mondiale de la santé. Il est disponible en tant que médicament générique. Au Royaume-Uni, 16 comprimés de 500 mg coûtent au NHS environ 11 livre sterling à partir de 2021. Ce montant aux États-Unis coûte environ 35 dollars américain.